# Halsbandspecht
De halsbandspecht (Dryobates pernyii synoniem:Dendrocopos cathpharius pernyii) is een vogel uit de familie Picidae. De vogel werd in 1867 geldig beschreven door de Franse natuuronderzoeker Jules Verreaux. De vogel werd lang als ondersoort van de roodborstspecht beschouwd maar op grond van een iets afwijkend verenkleed wordt het taxon als soort beschouwd samen met de in het aangrenzend gebied voorkomende ondersoorten met dezelfde kenmerken.

## Kenmerken
De vogel is 17 tot 19 cm lang, iets groter dan de kleine bonte specht die tot ditzelfde geslacht behoort. Kenmerkend is de zwarte kruin, waarbij het zwart op het achterhoofd eerst overgaat in rood en dan weer verder tot op de rug in zwart. De vogel heeft lengtestrepen op de borst en een baardstreep die reikt tot de schouder, waarbij het zwart doorloopt van de schouder tot op de borst en daar een horizontale band vormt. Vandaar: halsbandspecht.

## Verspreiding en leefgebied
Deze soort komt voor van  noordwestelijk Zuidoost-Azië  tot in China en telt drie ondersoorten:
- D. p. tenebrosus: Myanmar tot in noordelijk Laos, noordwestelijk Vietnam en Zuid-China
- D. p. pernyii: Midden-China
- D. p. innixus: noordoostelijk deel van Midden-China

De leefgebieden liggen in natuurlijk, tropisch en subtropisch bos op hoogten tussen de 1200 en 3000 meter boven zeeniveau.

## Status
De grootte van de wereldpopulatie is niet gekwantificeerd. Hoewel de kwaliteit van de leefgebieden wordt aangetast, veronderstelt men dat de soort niet in zijn voortbestaan wordt bedreigd.